# Pipex
Pipex är ett svenskt könsrockband från Tidaholm som bildades i slutet av 1990-talet av Kristian  ”Dillåke” Gustafsson och Mattias ”Sören-Jörgen” Lyckfors. Duons ofta grova och humoristiska texter handlar om lokalkändisar och trakten runt Tidaholm. Deras första hembrända CD-skivor kom ut mellan 2004 och 2005, och såldes i korvkiosken Rossies Gatukök. Skivorna blev populära och när musiken började att spridas på nätet laddade de själva upp sina låtar på Youtube och Spotify. Några av deras största hits är ”Fest i Holma”, ”Kyrk i byx”, ”Har du ved på din balkong?” och ”Dejan är jugoslav”.
I april 2022 blev fotbollslaget Skövde AIK:s spelare kritiserade efter att ha sjungit "Fest i Holma" i spelarbussen på vägen hem efter att ha vunnit mot Östersunds FK. I ett klipp på klubbens sociala medier hördes spelarna sjunga med i den grova texten, bland annat med homofoba partier, vilket i efterhand fick klubben att gå ut med en offentlig ursäkt. I juni samma år hade deras låtar över 15 miljoner spelningar på Spotify. Midsommardagen 2022 spelade de sin första konsert, vilket skedde på Olstorps festplats, mitt mellan Töreboda och Skövde, och med en publik på 3700 personer slog de folkparkens publikrekord.